# ارهال
ارهال (به اسپانیایی: Arahal) یک منطقهٔ مسکونی در اسپانیا است که در سبیا واقع شده‌است. ارهال ۲۰۱٫۰۹ کیلومتر مربع مساحت دارد ۱۱۷ متر بالاتر از سطح دریا واقع شده‌است.